# Walentina Xenofontowna Rastworowa
Walentina Xenofontowna Rastworowa (russisch Валентина Ксенофонтовна Растворова; * 17. Juli 1933 in Odessa, Ukrainische SSR; † 24. August 2018 in Moskau) war eine sowjetische Florettfechterin.

## Leben
Walentina Rastworowa wurde fünfmal Weltmeisterin: 1958 gelang ihr in Philadelphia der Titelgewinn im Einzel, sowie 1956, 1958, 1961 und 1965 jeweils mit der Mannschaft. Darüber hinaus gewann sie zwei Silbermedaillen mit der Mannschaft und eine Bronzemedaille im Einzel. Rastworowa nahm an drei Olympischen Spielen teil. 1956 in Melbourne schied sie in der Vorrunde der Einzelkonkurrenz aus. 1960 in Rom wurde sie gemeinsam mit Galina Gorochowa, Tazzjana Pjatrenka-Samussenka, Walentina Prudskowa, Ljudmila Schischowa und Alexandra Sabelina ungeschlagen Olympiasiegerin. Im Finale bezwangen sie Ungarn mit 9:3. Im Einzel erreichte sie ebenfalls die Finalrunde, die sie hinter Heidi Schmid auf dem Silberrang abschloss. Bei den Olympischen Spielen 1964 in Tokio erreichte sie mit Galina Gorochowa, Walentina Prudskowa, Tazzjana Pjatrenka-Samussenka und Ljudmila Schischowa in der Mannschaftskonkurrenz erneut das Finale gegen Ungarn, welches dieses Mal mit 9:7 an die gegnerische Equipe ging. Im Einzel wurde sie Neunte.
Nach ihrer aktiven Karriere arbeitete sie als Fechttrainerin in Moskau. Sie war mit Boris Grischin verheiratet, einem olympischen Wasserballspieler. Ihr gemeinsamer Sohn Jewgeni Grischin wurde Olympiasieger im Wasserball, Tochter Jelena Grischina trat in zwei olympischen Fechtwettbewerben an.